# لشکر ۹۹ پیاده (ایالات متحده آمریکا)
لشکر ۹۹ پیاده (انگلیسی: 99th Infantry Division) لشکر پیاده‌نظام نیروی زمینی ایالات متحده آمریکا است، که در سال ۱۹۱۸ تأسیس شد و در سال ۱۹۴۵ منحل گردید.
این واحد در روزهای پایانی جنگ جهانی اول برای مدت کوتاهی وجود داشت، اما هرگز در جنگ حضور پیدا نکرد. در سال ۱۹۲۱ به عنوان یک واحد ذخیره بازسازی شد، در سال ۱۹۴۲ به خدمت فعال نظامی فراخوانده شد و در سال ۱۹۴۴ به خارج از کشور اعزام شد. لشکر ۹۹ پیاده در بندر لو آور فرانسه پیاده شد و به سمت شمال شرقی بلژیک حرکت کرد. در طول نبرد سنگین در نبرد بولژ، این واحد تلفات زیادی متحمل شد، اما با این حال سرسختانه موقعیت دفاعی خود را حفظ کرد. در مارس ۱۹۴۵، لشکر ۹۹ام به سمت راینلند پیشروی کرد و در ۱۱ مارس از رودخانه راین در رماگن عبور کرد. پس از نبرد در منطقه روهر، این واحد به سمت جنوب به باواریا حرکت کرد، جایی که در پایان جنگ در آنجا مستقر بود.
لشکر ۹۹ پیاده لقب لشکر «تخته شطرنج» را از نشان واحد خود که در سال ۱۹۲۳ در حالی که مقر آن در شهر پیتسبورگ بود، طراحی شد، دریافت کرد. شطرنجی آبی و سفید در نشان، از نشان خانوادگی ویلیام پیت گرفته شده است که پیتسبورگ به نام او نامگذاری شده است. این لشکر همچنین در سال ۱۹۴۵ با نام «بچه‌های نبرد» شناخته می‌شد، لقبی که توسط خبرنگار یونایتد پرس ابداع شد، زمانی که این لشکر برای اولین بار در گزارش‌های مطبوعاتی در طول نبرد بولژ ذکر شد.
در ۳ و ۴ مه ۱۹۴۵، هنگامی که لشکر ۹۹ به عمق باواریا نفوذ کرد، یکی از تعدادی از اردوگاه‌های فرعی داخائو در نزدیکی شهر مولدورف را آزاد کرد. این واحد در ۴ مه گزارش داد که «۳ اردوگاه کار اجباری و ۱ اردوگاه کار اجباری را آزاد کرده است.» این اردوگاه کار اجباری یکی از «اردوگاه‌های جنگلی» (والدلاگر) وابسته به مجموعه اردوگاه مولدورف بود. گزارش پیاده نظام ۹۹ بیان می‌کرد که ۱۵۰۰ یهودی «در شرایط وحشتناکی زندگی می‌کنند و تقریباً ۶۰۰ نفر به دلیل گرسنگی و بیماری نیاز به بستری شدن در بیمارستان دارند.»
لشکر ۹۹ پیاده در سال ۱۹۹۲ توسط مرکز تاریخ نظامی ارتش ایالات متحده و موزه یادبود هولوکاست ایالات متحده به عنوان یک واحد آزادسازی شناخته شد.
این نشان، اگرچه اصل و نسب شناخته شده ارتش ایالات متحده نیست، توسط لشکر ۹۹ آمادگی، یک واحد ذخیره نیروی زمینی ایالات متحده که در سال ۱۹۶۷ تشکیل شد و از سال ۲۰۲۳ به عنوان یک فرماندهی جغرافیایی خدمت می‌کند، حفظ می‌شود و مقر آن در فورت دیکس در نیوجرسی است.